# Bạch Hạc quyền

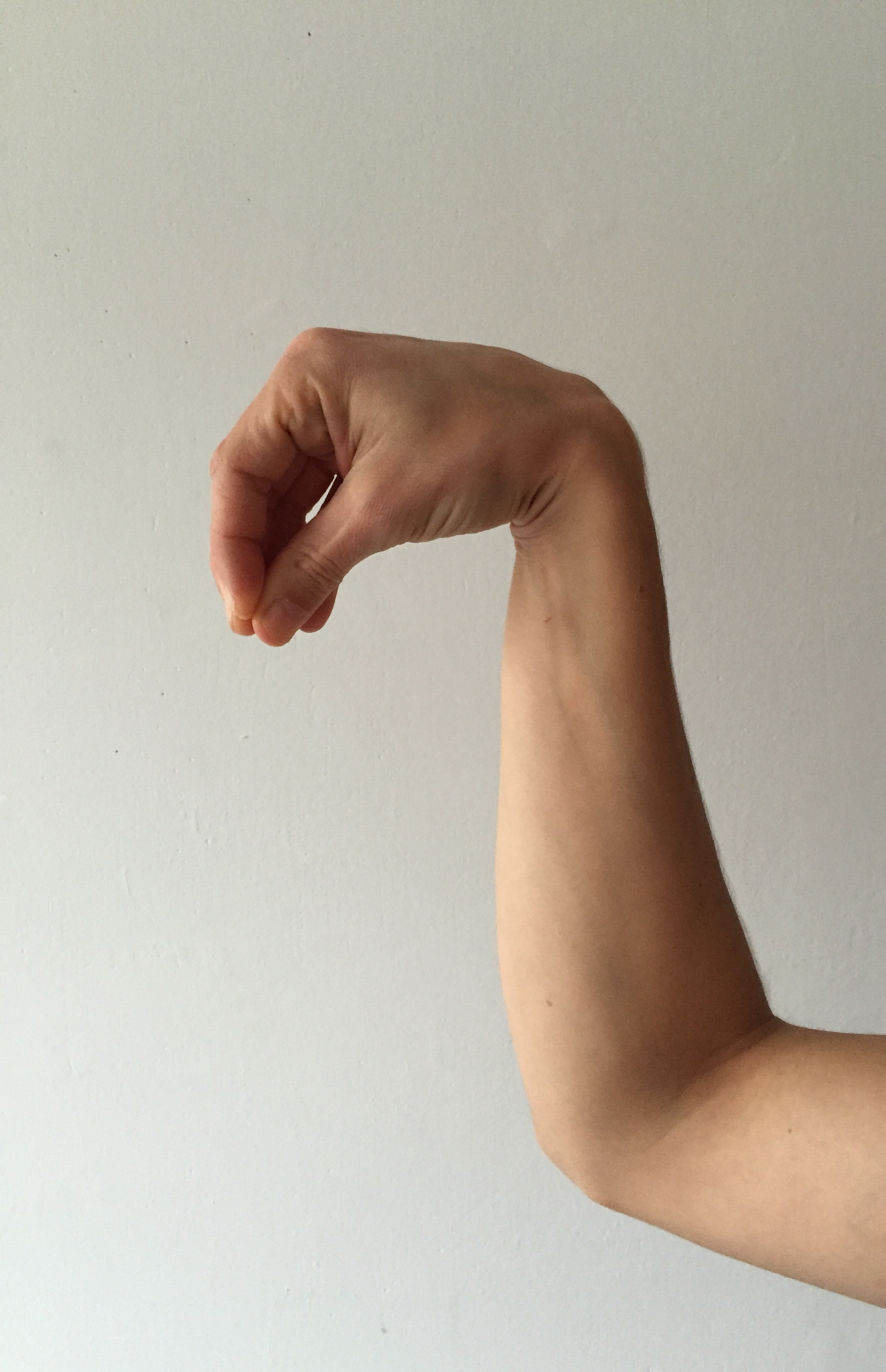
Hạc hình quyền

Bạch Hạc quyền (Bai He quan) còn được gọi Thiếu Lâm Bạch Hạc quyền (Shaolin Bai He quan), tên phổ biến ở Trung Quốc là Phúc Kiến Vĩnh Xuân Bạch Hạc quyền (Fujian Yong Chun Bai He Ch'uan , chữ Hán: 福建 永春 白鶴拳, dịch nghĩa tiếng Anh là Fujian Yong Chun White Crane Boxing) là một môn phái võ thuật thuộc dòng võ miền Nam Trung Hoa xuất xứ từ địa hạt Vĩnh Xuân (Yong Chun village) tại thành phố Phúc Thanh, thuộc thành phố Phúc Châu, tỉnh Phúc Kiến, có căn bản phát tích từ chùa Nam Thiếu Lâm Phúc Kiến.